# شهرستان هاردین، ایلینوی
شهرستان هاردین، (به انگلیسی: Hardin County) شهرستانی در ایالت ایلی‌نوی ایالات متحده امریکا و بر طبق سرشماری ۲۰۱۰ این شهرستان ۴۳۲۰ نفر جمعیت داشته‌است.
طبق سرشماری ۲۰۱۰، مساحت این شهرستان ۴۷۰٫۳ کیلومتر مربع وسعت داشته که از این مقدار ۲٫۲۳ درصد آب و ۹۷٫۷۷ درصد خشکی می‌باشد.
این شهرستان در ۱۸۳۹ نخست از شهرستان پوپ و سپس از شهرستان گالاتین جدا شده نام خود را جان هاردین یک افسر جنگ‌های انقلاب امریکا برگرفته‌است.

## همسایگان و راه‌ها
همسایگان این شهرستان عبارتند از:
- شمال: شهرستان گالاتین
- شمال‌شرق:
- شرق: شهرستان یونیون، کنتاکی
- شرق: شهرستان کرتیندن، کنتاکی
- جنوب‌شرق:
- جنوب: شهرستان واشینگتن
- جنوب‌غرب: شهرستان لیونیگ‌استون، کنتاکی
- غرب: شهرستان پوپ
- شمال‌غرب: شهرستان سالین

راه‌های اصلی این شهرستان:
1. جاده ۱ ایلی‌نوی
2. جاده ۳۴ ایلی‌نوی
3. جاده ۱۴۶ ایلی‌نوی

## شهرها
- کاو این راک، ایلی‌نوی
- الیزابتس تاون، ایلی‌نوی، مرکز شهرستان
- روسیکلر، ایلی‌نوی

## نگارخانه

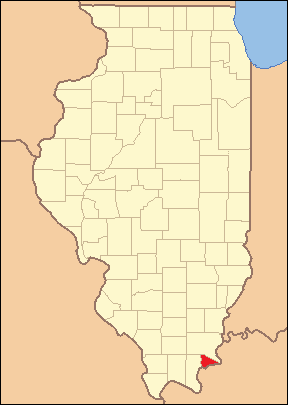
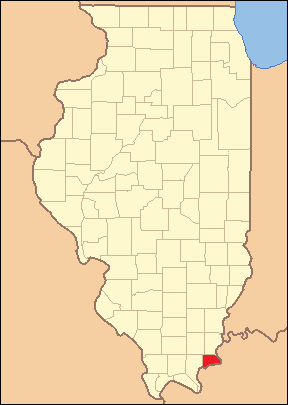